# Evangelische Kirche Bübingen

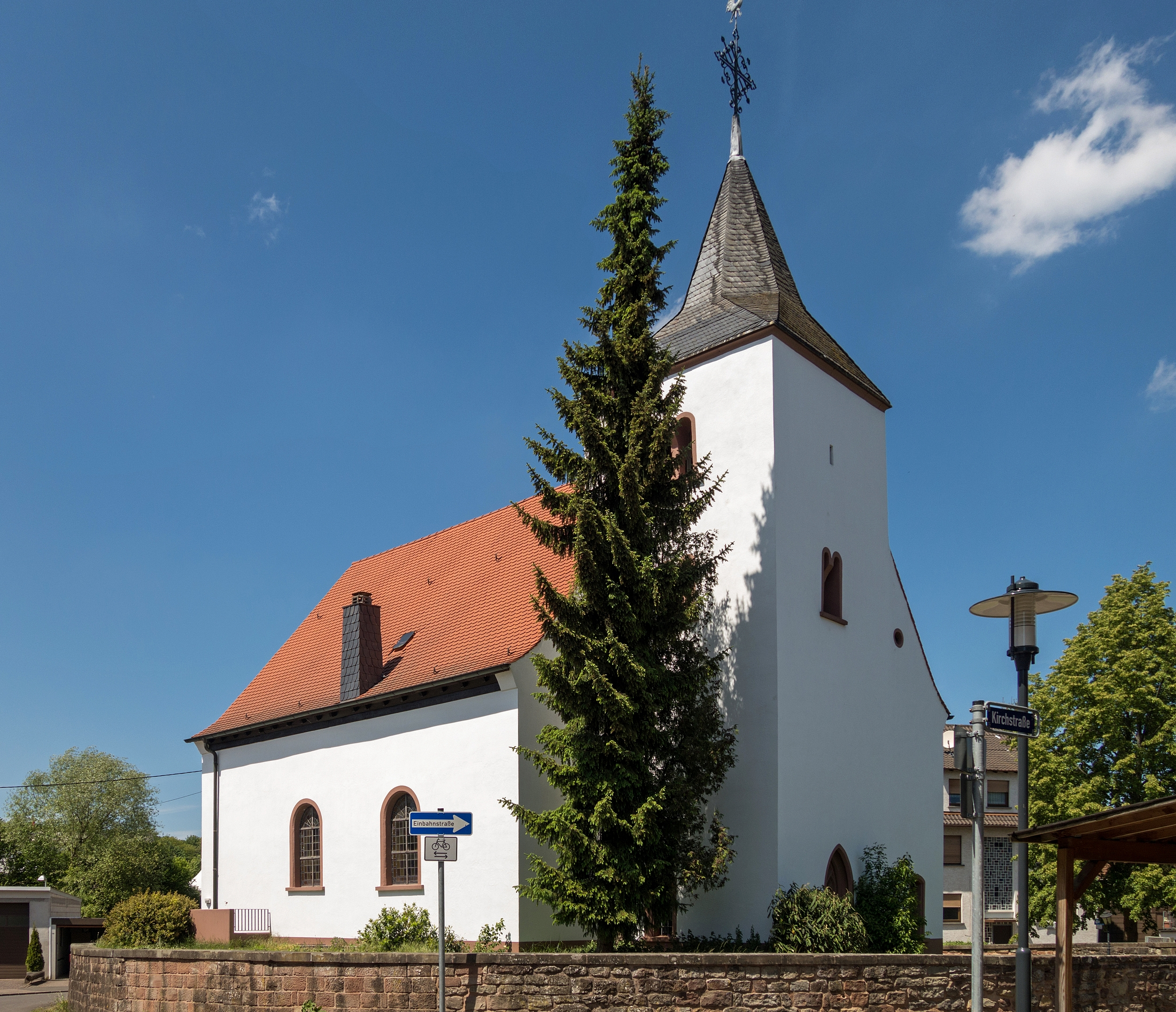
Die evangelische Kirche im Saarbrücker Ortsteil Bübingen

Die Evangelische Kirche Bübingen ist ein Sakralbau im Saarbrücker Ortsteil Bübingen. Die Kirche steht unter Denkmalschutz.

## Geschichte
Die erste Bübinger Kirche wurde im 12. Jahrhundert als Kapelle erbaut. Von ihr erhalten ist der gedrungene Chorturm. Im 14. Jahrhundert wurde die Kapelle um eine Sakristei erweitert und zur Kirche mit kleinem Schiff ausgebaut. Der Chorturm wurde im 15. Jahrhundert erhöht.
Um 1700 wurde das ursprüngliche Kirchenschiff abgerissen und ein neues gebaut, das gotische Portal aus dem 14. Jahrhundert wurde wieder verwendet. Zwischen 1700 und 1725 erhielt die Kirche dann ihr heutiges Aussehen. 1727 fertigte der Bildhauer Johannes Demuth eine neue Kanzel aus Bübinger Sandstein, im 19. Jahrhundert kam eine Westempore hinzu.
Zwischen 1666 und 1929 wurde der Bau als Simultankirche genutzt, bis die katholischen Gemeindemitglieder eine eigene Kirche bekamen. Während des Zweiten Weltkriegs nutzte man das Gebäude als Möbellager, doch schon in den Nachkriegsjahren wurde die Kirche wieder eingeweiht. 2000/01 wurde das Dach restauriert, 2004 folgte eine Restaurierung des Innenraums durch den Malermeister und Restaurator Thomas Stief aus Bliesransbach.

## Architektur

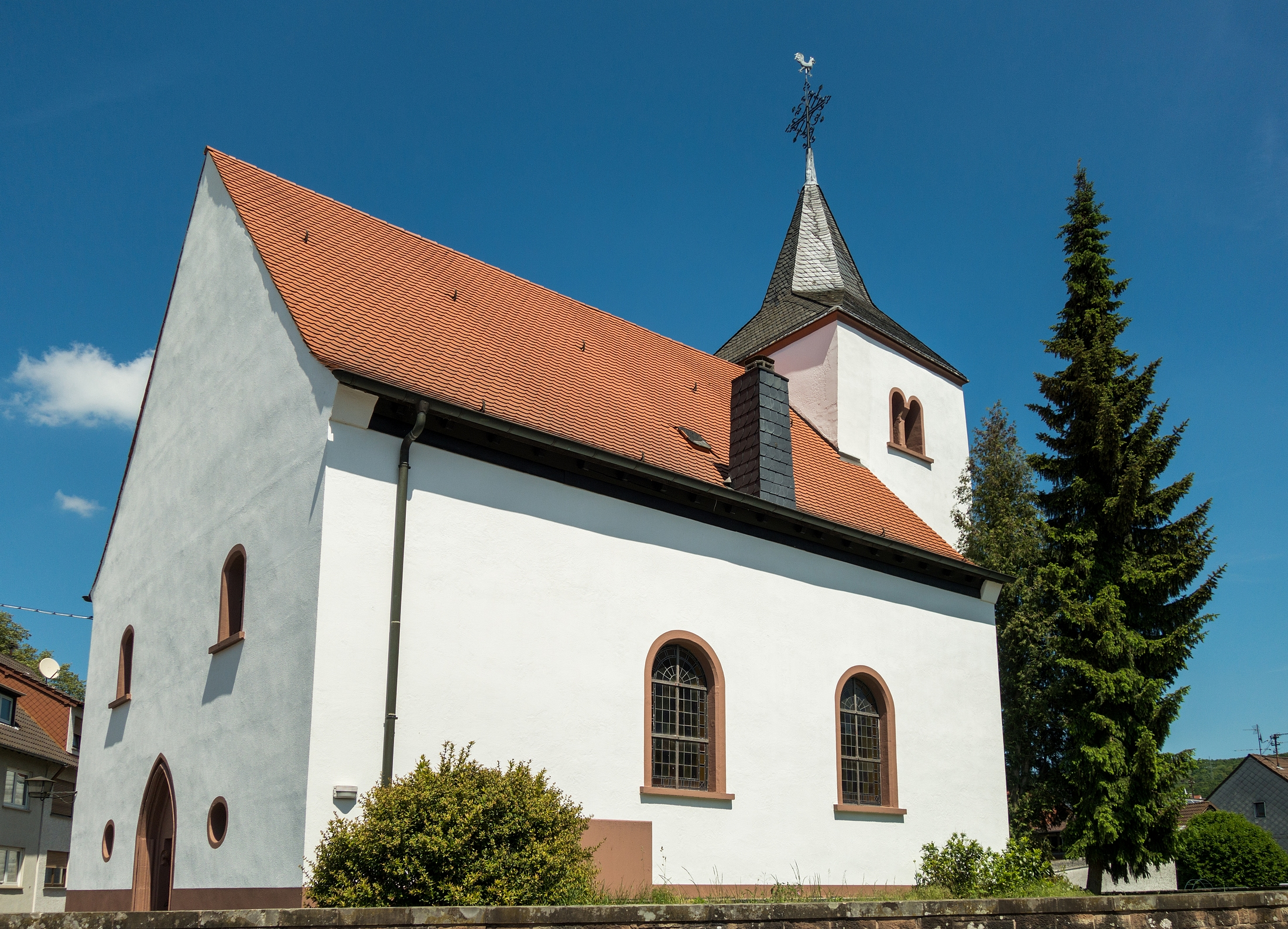
Blick auf das Eingangsportal

Die kleine rechteckige Saalkirche ist ein verputzter Bruchsteinbau mit steilem Satteldach. Sie steht auf einem erhöhten Kirchhof mit alter Umfriedung. Ältester erhaltener Bestandteil der Kirche ist der gedrungene quadratische Chorturm mit Tonnengewölbe aus dem 12. Jahrhundert, der im 15. Jahrhundert um eine Glockenstube aufgestockt wurde. Der Saal ist flachgedeckt. Der Turm hat auf der Ostseite ein zweiteiliges Fenster mit einem Vierpass aus dem 14. Jahrhundert. Die schmalen Schallfenster mit Rundbogen sind als Zwillingsfenster ausgebildet und von einer Mittelsäule getrennt. Das Dach des Turmes ist eine achtseitige, geschieferte Pyramide.
Nördlich des Chores befindet sich eine kleine Sakristei. Von dem Vorgängerbau ist außerdem ein gotisches Fenster im Chor erhalten. Im Westen befindet sich ein gotisches Spitzbogenportal mit profilierter Sandsteinlaibung. Die Konsolsteine sind figürlich ausgebildet, auf dem Bogenfeld prangt eine heraldische Rose. Flankiert wird es durch zwei Rundfenster. Chorraum und Schiff werden durch ein Barockportal getrennt. Die Kirche wird von zwei Fensterachsen mit Rundbogenfenstern auf den Langseiten belichtet.

## Orgel
1881 wurde die Orgel der Kirche von den Gebrüdern Oberlinger, Windesheim, in Bübingen aufgestellt. Es stammt von einem unbekannten Orgelbauer aus dem 18. Jahrhundert. Im Gurtrahmen der Rückwand findet sich das Monogram HR1709.  Laut lokaler Überlieferung soll die Orgel 1752 von den Gebrüdern Stumm erbaut worden sein, was jedoch bezweifelt werden muss, da die erhaltene Windlade nicht den Bauprinzipien der Werkstatt Stumm entspricht.
Das Instrument wurde immer wieder so umgebaut und erweitert, dass von der ursprünglichen Orgel nicht mehr viel erhalten ist. 1951 erfolgte ein Umbau durch Lotar Hintz aus Heusweiler, sowie 1977 durch Orgelbau Strothmann aus Saarbrücken. Die Spiel- und Registertraktur sind mechanisch. Die Disposition lautet seit 1977 wie folgt:
| I Manual C–c3 |                    |       |
| 1.            | Gedacht            | 8′    |
| 2.            | Gamba              | 8′    |
| 3.            | Prästant           | 4′    |
| 4.            | Rohrflöte          | 4′    |
| 5.            | Nazard             | 2 ⁄3′ |
| 6.            | Prinzipal          | 2′    |
| 7.            | Terzian II (ab c1) |       |
| 8.            | Mixtur II–IV       |       |
| 9.            | Trompete           | 8′    |

| Pedal C–f1 |        |     |
| 10.        | Subbaß | 16′ |

- Koppeln: I/P